# Arnd Bauerkämper
Arnd Bauerkämper (Detmold, 20 agosto 1958) è uno storico tedesco, specializzato nella storia moderna della Germania.

## Biografia
Dopo essersi laureato in storia, nel 1989 completò il dottorato presso l'Università di Bielefeld, conseguendo nel 2001 l'abilitazione all'insegnamento universitario presso l'Università libera di Berlino. Professore a contratto nel 2007, due anni più tardi divenne ordinario di storia del XIX e XX secolo.
Nel 2011, la dissertazione dottorale Die "radikale Rechte" in Großbritannien : Nationalistische, antisemitische und faschistische Bewegungen vom späten 19. Jahrhundert bis 1945 (La “destra radicale” in Gran Bretagna. Movimenti nazionalisti, antisemiti e fascisti dalla fine del XIX secolo al 1945) fu pubblicata dalla casa editrice Vandenhoeck & Ruprecht all'interno della collana Kritische Studien zur Geschichtswissenschaft (Studi critici di scienze storiche). Nel 2005, diede alle stampe la monografia Die Sozialgeschichte der DDR nella collana editoriale Enzyklopädie deutscher Geschichte (editore R. Oldenbourg Verlag, Monaco).
Le sue ricerche si focalizzano sui confronti e le interrelazioni fra le personalità delle epoche oggetto di indagine: storia della Gran Bretagna nel XIX e nel XX secolo, fascismo in Europa e storia sociale della Repubblica Federale di Germania e della Repubblica Democratica Tedesca, democrazia e società civile della Repubblica Federale in rapporto agli Stati Uniti e nella cornice degli scambi dell'Europa col Medio e l'Estremo Oriente.
Ha teorizzato la nozione di contingenza intesa come ponte di relazione fra passato e futuro. L'ha definita come uno "spaziostrtturato dell'agire che l'azione umana può modificare", nella direzione dell'opportunità e della speranza ovvero in quella di un'incertezza instabile e della crisi. Nella sua visione, le esperienze negative della contingenza e la cultura della sicurezza hanno informato la storia del XX secolo.

## Opere
- (EN)   Arnd Bauerkämper e Christoph Gumb, Towards a Transnational Civil Society : Actors and Concepts in Europe from the Late Eighteenth to the Twentieth Century (Discussion Paper Nr. SP IV 2010-401) (PDF), in Wissenschaftszentrum Berlin für Sozialforschung,  p. 96, ISSN 1860-4315 (WC · ACNP) (archiviato il 9 agosto 2020).
- (EN)   Arnd Bauerkämper, Christiane Eisenberg, Britain as a Model of Modern Society? German Views, Wißner, Augsburg 2006
- (EN)   Arnd Bauerkämper e James Allen Smith (Rockefeller Archive Center) autore3 = Gregory R. Witkowski (Indiana University), U.S. and European Philanthropy after 1945. Historical Research and the Role of Foundations, in Nora Derbal (a cura di), H-Soz-u-Kult, Berlino, maggio 2014 (archiviato il 10 agosto 2020). Ospitato su archive.is. (videopresentazione)
- (EN)   Gregory R. Witkowski e Arnd Bauerkämper, German Philanthropy in International and Transnational Perspective, in German Philanthropy in Transatlantic Perspective: Perceptions, Exchanges and Transfers since the Early Twentieth Century, Nonprofit and Civil Society Studies, An International Multidisciplinary Series., Springer, ottobre 2016,  pp. 1-20, DOI:10.1007/978-3-319-40839-2_1, ISSN 1568-2579 (WC · ACNP), OCLC 979903030. Ospitato su Reserachgate.[5]